# مونيكا بيرجمان
مونيكا بيرجمان (بالألمانية: Monika Bergmann)‏ هي راكبة الكنو ألمانية، ولدت في القرن العشرين.